# Africa Cup Sevens Femenino 2015
La Africa Sevens Femenino de 2015 fue la séptima edición del principal torneo de rugby 7 femenino de África.
Entregó un cupo para los Juegos Olímpicos 2016 y tres cupos para el repechaje.

## Fase de grupos

### Grupo A
| Equipo    | Encuentros | Encuentros | Encuentros | Encuentros | Tantos  | Tantos    | Tantos     | Puntos |
| Equipo    | jugados    | ganados    | empatados  | perdidos   | a favor | en contra | diferencia | Puntos |
| --------- | ---------- | ---------- | ---------- | ---------- | ------- | --------- | ---------- | ------ |
| Sudáfrica | 4          | 4          | 0          | 0          | 189     | 0         | +189       | 12     |
| Zimbabue  | 4          | 3          | 0          | 1          | 89      | 50        | +39        | 10     |
| Uganda    | 4          | 2          | 0          | 2          | 58      | 75        | −17        | 8      |
| Namibia   | 4          | 1          | 0          | 3          | 34      | 119       | −85        | 6      |
| Zambia    | 4          | 0          | 0          | 4          | 10      | 145       | −135       | 4      |

### Grupo B
| Equipo     | Encuentros | Encuentros | Encuentros | Encuentros | Tantos  | Tantos    | Tantos     | Puntos |
| Equipo     | jugados    | ganados    | empatados  | perdidos   | a favor | en contra | diferencia | Puntos |
| ---------- | ---------- | ---------- | ---------- | ---------- | ------- | --------- | ---------- | ------ |
| Kenia      | 4          | 4          | 0          | 0          | 148     | 14        | +134       | 12     |
| Túnez      | 4          | 3          | 0          | 1          | 111     | 31        | +80        | 10     |
| Madagascar | 4          | 2          | 0          | 2          | 72      | 57        | +15        | 8      |
| Senegal    | 4          | 1          | 0          | 3          | 37      | 106       | −69        | 6      |
| Botsuana   | 4          | 0          | 0          | 4          | 14      | 168       | −154       | 4      |

## Fase Final

### Copa de oro
|  | Semifinales | Semifinales | Semifinales |       |           | Copa      | Copa | Copa |  |
|  |             |             |             |       |           |           |      |      |  |
|  |             |             |             |       |           |           |      |      |  |
|  | Sudáfrica   | Sudáfrica   | 34          |       |           |           |      |      |  |
|  | Sudáfrica   | Sudáfrica   | 34          |       |           |           |      |      |  |
|  | Túnez       | Túnez       | 0           |       |           |           |      |      |  |
|  | Túnez       | Túnez       | 0           |       | Sudáfrica | Sudáfrica | 31   |      |  |
|  |             |             |             |       | Sudáfrica | Sudáfrica | 31   |      |  |
|  |             |             | Kenia       | Kenia | 5         |           |      |      |  |
|  | Kenia       | Kenia       | Kenia       | Kenia | 5         | 39        |      |      |  |
|  | Kenia       | Kenia       |             |       |           | 39        |      |      |  |
|  | Zimbabue    | Zimbabue    | 0           |       |           |           |      |      |  |
|  | Zimbabue    | Zimbabue    | 0           |       |           |           |      |      |  |
|  |             |             |             |       |           |           |      |      |  |

| Bandera de Sudáfrica |
| Campeón Sudáfrica    |
| Sexto título         |